# Classe Formidable (frégate)
Pour les autres classes de navires du même nom, voir Classe Formidable.
La classe Formidable est une classe de 6 frégates furtives en service dans la Marine de Singapour. Dérivée des navires de la classe La Fayette, il s'agit de l'ultime évolution du navire français, dotée d'un armement puissant et diversifié afin d'en faire un navire multi-missions.

## Planification et acquisition
La recherche d'un moyen de remplacement pour les canonnières vieillissantes de la classe Sea Wolf, entrées en service en 1972, a commencé au milieu des années 1990. Les États-Unis, la Suède et la France ont participé à l'offre pour un contrat. En mars 2000, le ministère de la Défense de Singapour a attribué le contrat à DCNS pour la conception et la construction de six frégates. L'entente de transfert de technologie était un élément clé du contrat. Selon cet accord, DCNS devait concevoir et construire la première frégate sur son chantier de Lorient, en France, tandis que les cinq frégates restantes devaient être construites localement par Singapore Technologies (ST) Marine sur son chantier de Benoi à Singapour. La maintenance et la modernisation à mi-vie seront effectuées par ST Marine.
La construction du Formidable a commencé fin 2002, lorsque la quille a été posée à Lorient en novembre 2002.
| N° | Nom        | Mise sur cales   | Mise à l'eau    | Mise en service |
| -- | ---------- | ---------------- | --------------- | --------------- |
| 68 | Formidable | 14 novembre 2002 | 7 janvier 2004  | 5 mai 2007      |
| 69 | Intrepid   | 8 mars 2003      | 3 juillet 2004  | 5 février 2008  |
| 70 | Steadfast  | 15 novembre 2003 | 28 janvier 2005 | 5 février 2008  |
| 71 | Tenacious  | 21 mai 2004      | 15 juillet 2005 | 5 février 2008  |
| 72 | Stalwart   | 11 novembre 2004 | 9 décembre 2005 | 16 janvier 2009 |
| 73 | Supreme    | 17 mai 2005      | 9 mai 2006      | 16 janvier 2009 |

## Conception et construction
Des caractéristiques de réduction de la section transversale du radar (RCS) ont été intégrées à la conception de la classe Formidable, avec des flancs de coque et des pavois inclinés, ainsi que la dissimulation des bateaux et des équipements de ravitaillement en mer derrière des rideaux à faible RCS. La classe Formidable a un profil considérablement réduit par rapport à la classe La Fayette et à ses autres dérivés en raison de la superstructure plus petite et de l'utilisation de la technologie du mât de détection fermé. La frégate est également entièrement construite en acier, à la différence celles de la classe La Fayette qui utilisent beaucoup les structures composites allégeant la masse dans son bloc de superstructure arrière. Ces frégates possèdent également de meilleures qualités de maintien en mer et sont capables de rester en mer plus longtemps.

### Capteurs et systèmes
Chaque frégate est un noyau essentiel du réseau intégré de commandement et de contrôle basé sur les renseignements des Forces armées de Singapour, concept similaire à la doctrine de guerre de réseau centrée sur le réseau du département de la Défense des États-Unis. Le système de gestion de combat, développé localement, intègre tous les capteurs et systèmes d'armes à bord, et un double système de transfert de données Fast Ethernet constitue l'épine dorsale de ce système.
Les frégates sont équipées du radar multifonction à balayage électronique passif Heracles, de Thales, qui assure une surveillance tridimensionnelle jusqu'à 250 km. Le radar fournit une recherche et un suivi automatiques complets des cibles aériennes et de surface, et est intégré au système de défense antiaérienne Aster. Utilisant le système de lancement vertical (VLS) DCNS Sylver, chaque frégate est équipée de 32 cellules. Les frégates auraient une configuration spéciale de missile sol-air, combinant le radar de Thales Herakles avec le lanceur Sylver A50 et un mélange de missiles Aster 15 et 30.
Chaque frégate a une vision pouvant aller jusqu'à 200 nautiques, où elle agit en tant que centre d'opérations mobile de la Marine en mer et reçoit des informations des navires frères et des moyens aériens déployés dans la zone. Le système de gestion de combat analyse ensuite les différentes données, établit une image précise de la zone d'opérations et transmettra les informations à la côte, ainsi qu'à ses homologues des forces armées et aériennes. Cela augmente la conscience de l'espace de combat et laisse à l'ennemi peu de temps pour réagir en raison des courtes boucles capteur-tireur.

### Armement
Les frégates sont équipées de missiles Boeing Harpoon et de canons Oto Melara de calibre 76 mm pour la défense de la surface. Le missile Harpoon a une portée de 130 km et utilise le guidage radar actif. Il est armé d'une ogive de 227 kg. Il y a des lanceurs pour 24 missiles Harpoon au centre du navire, ce qui en fait le navire le mieux armé de sa catégorie[réf. nécessaire]. Le canon tire des obus jusqu'à une portée maximale de 30 km et à une cadence de tir pouvant atteindre 120 coups par minute.
Les frégates sont également équipées du sonar actif remorqué basse fréquence de la société EDO Corporation (en) afin de permettre la détection et la classification des sous-marins à longue portée, ainsi que des torpilles légères EuroTorp A244 / S Mod 3 tirées à partir de deux lanceurs à trois tubes B515 dissimulés derrière le rempart.
Les frégates sont équipées d'hélicoptères marine Sikorsky S-70B, un dérivé international de celui de l'US Navy Sikorsky SH-60B Seahawks. Le ministère de la Défense a signé un contrat avec Sikorsky Aircraft Corporation en janvier 2005 pour l'acquisition de six de ces hélicoptères, qui seront organiques à chacune des frégates. Chacun de ces hélicoptères est équipé d'un radar surveillance de la navigation maritime en bande X Ocean EyeAN / APS-143 de Telephonics, un sonar plongeant pour sonar actif à longue portée L-3 pour communications (HELRAS (en)), EuroTorp A244 / S 3 torpilles et un système électro-optique RaytheonAAS-44 pour la détection et la poursuite à l'infrarouge. Les hélicoptères de la marine formeront un escadron dans l'armée de l'air de la République de Singapour et sont pilotés par des pilotes de l'armée de l'Air, mais les opérateurs du système proviennent de la marine.

## Carrière opérationnelle
Les six frégates forment le 185e escadron du RSN.
Le RSS Formidable a participé à l'exercice Malabar 07-2 (en) en septembre 2007, un engagement de coopération pour la sécurité dans le théâtre impliquant les marines américaine, indienne, australienne, japonaise et singapourienne,. L'exercice a mobilisé plus de 20 000 personnes sur 28 navires et 150 aéronefs, y compris le groupe USS Kitty Hawk Carrier Strike.
Le 2 avril 2008, Intrepid a dirigé le lancementofficiel par la Marine du missile sol-air de fabrication française Aster 15, au large de la côte française de Toulon. La frégate a réussi à abattre un drone aérien simulant une cible ennemie avec un missile Aster.Il a été rapporté que la frégate avait fait le tour du monde à l'essai pour tester les missiles Aster en raison de l'air et des embouteillages encombrés autour de Singapour et de l'absence d'un champ de tir instrumenté nécessaire aux ingénieurs de la défense pour suivre et mesurer les performances du missile Aster.
Le RSS Steadfast a participé pour la première fois au plus grand exercice naval multilatéral au monde, RIMPAC,du 27 juin au 31 juillet 2008, réunissant 20 000 membres du personnel provenant de 10 pays et exploitant plus de 35 navires, six sous-marins et plus de 150 avions. Au cours de cet exercice, le RSS Steadfast a lancé le 14 juillet 2008 un missile Harpoonsur un navire de guerre USN désarmé et ravitaillé en mer avec un contingent de navires USN,,.La participation à cet exercice a également permis de valider la capacité du RSN à mener des opérations maritimes soutenues.

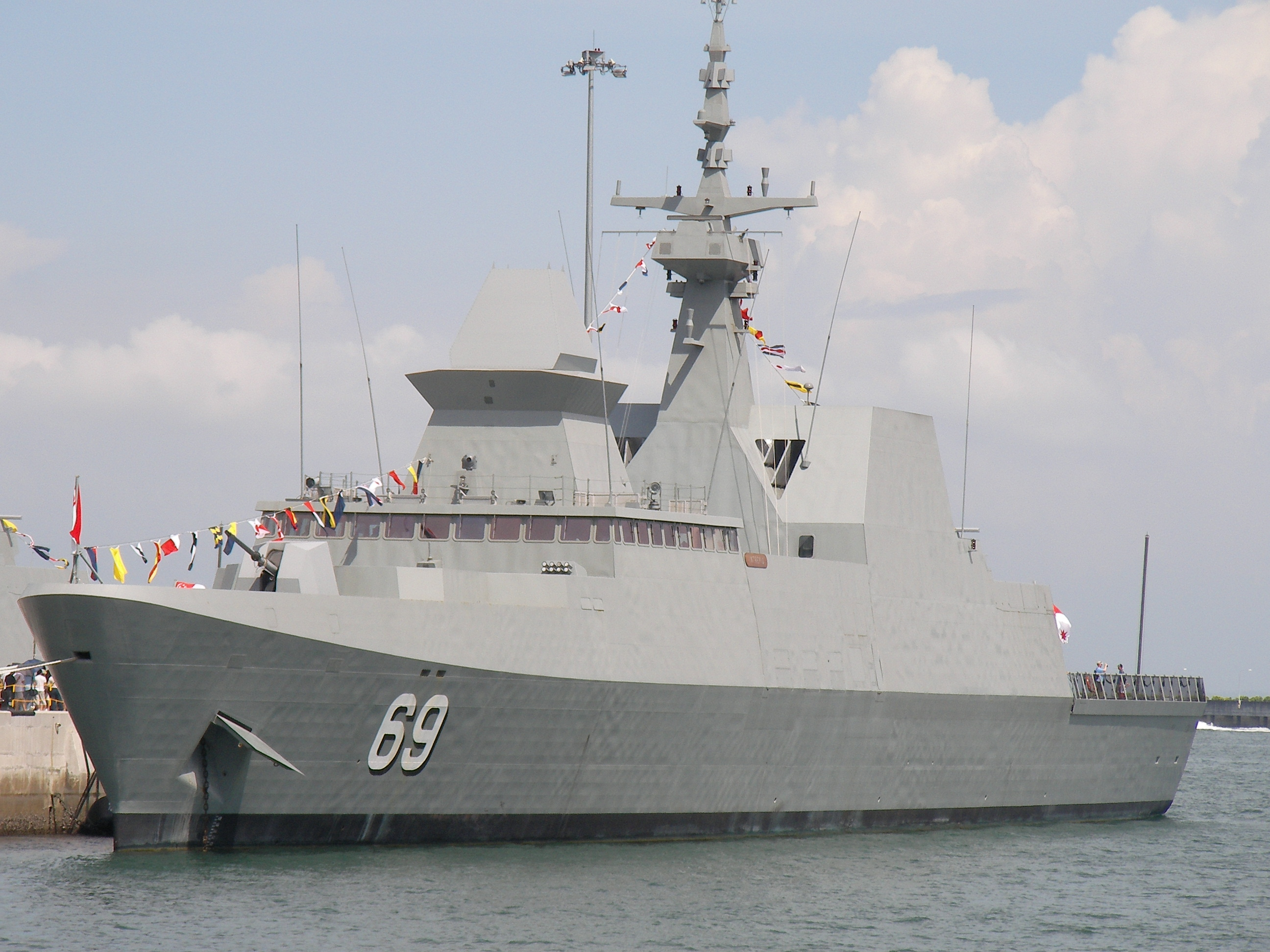
RSS Intrepid

Le 16 novembre 2009, l'armée de l'air de la république de Singapour a établi son détachement d'hélicoptères de marine Seahawk Peace Triton Sikorsky S-70B au sein de l'USN Maritime Strike Weapons School à San Diego, en Californie, afin de se qualifier et de suivre une formation opérationnelle dans le cadre du SH-60F de l'USN Cours de qualification des aéronefs. RSS Stalwart a été déployé dans le sud de la Californie pour soutenir les activités d'intégration navire / air. Le 25 mars 2010, le ministre de la Défense, Teo Chee Hean, a annoncé que le programme d'intégration de Seahawk s'était achevé avec succès par un exercice intensif d'une semaine impliquant des actifs du RSN et du USN, dont cinq navires de surface, un sous-marin, avion de patrouille maritime et avions de combat F / A-18 Hornet.
En septembre 2012, RSN a déployé RSS Intrepidet un hélicoptère de marine S-70B à l'appui de la Combined Task Force 151(CTF 151), un effort multinational visant à lutter contre la piraterie dans les couloirs de navigation au large de la Somalie. Il s'agissait du premier déploiement opérationnel d'une frégate et d'un hélicoptère de la classe Formidable pour des opérations de lutte contre la piraterie dans le golfe d'Aden. Cela a été suivi par un deuxième déploiement en mars 2014 d'un groupe de travail comprenant RSS Tenaciouset un autre S-70B, la cinquième mission de ce type entreprise par la SAF.
Le 9 mars 2014, le RSS Steadfast a été déployé avec d'autres moyens aériens et maritimes pour contribuer aux opérations de recherche et sauvetage du vol 370de Malaysia Airlines.
En décembre 2014, le RSS Supreme a été déployé à la recherche du vol Airasia QZ8501 après son crash dans la mer de Java le 28 décembre 2014; avec RSS Valor, RSS Persistence, RSS Kallang, le MV Swift Rescueet deux Lockheed C-130H Hercules.

Le premier tir d'un Aster 30 par la frégate Formidable, depuis l'Île du Levant. est annoncé le 2 avril 2025.<ref>https://www.meretmarine.com/fr/defense/la-fregate-singapourienne-formidable-tire-son-premier-aster-30-au-large-de-toulon</ref>